# Charles Dumont
Charles Dumont (Cahors, 26 de marzo de 1929-París, 18 de noviembre de 2024) fue un cantante y compositor y actor francés.

## Trayectoria artística
Hasta la década de 1960, compuso, usando seudónimos, para Dalida, Gloria Lasso, Luis Mariano y Tino Rossi. En esta época desarrolló una colaboración fiel con el letrista Michel Vaucaire. Juntos escribieron en 1956, Non, je ne regrette rien, grabada en noviembre de 1960 por Édith Piaf. Después de ésta, realizó más de 30 canciones para ella, como Flonflons du bal , Mon Dieu y Les amants, que Piaf y Dumont escribieron y cantaron juntos en 1962. En 1971, se unió a la cantante estadounidense Barbra Streisand que regrabó Le mur con el título en inglés I've been here.
En la década de 1970, Dumont desarrolló su carrera personal e interpretó sus propias composiciones, como Une chanson (1976) y Les amours imposibles (1978), donde el amor y las mujeres tenían un lugar destacado.

## Discografía

### Álbumes de estudio
- 1964 : À faire l'amour sans amour
- 1972 : Intimité
- 1973 : Une femme
- 1974 : Concerto pour une chanson (Il n'est pas mort l'amour)
- 1975 : L'Or du temps
- 1976 : Elle ; Une chanson
- 1977 : Lettre à une inconnue
- 1978 : Les Amours impossibles
- 1979 : Ça nous ressemble
- 1980 : Un homme tout simplement
- 1981 : Les Chansons d'amour
- 1982 : Aime-moi
- 1983 : Souviens-toi... un jour à Édith Piaf
- 1984 : Passion
- 1985 : Volupté
- 1987 : Libre
- 1988 : Le Bout du monde
- 1991 : Elle et lui
- 1992 : Charles Dumont (doble álbum)
- 1996 : Paris, je t'aime
- 2003 : De Piaf à Dumont: Les Mots d'amour
- 2005 : Passionnément
- 2009 : Je t'invite
- 2010 : Ta cigarette après l'amour
- 2012 : Toute ma vie (regrabación)
- 2019 : L'Âme sœur

### Álbumes en directo
- 1979: À l'Olympia (en directo)
- 1996 : Chansons pour l'Olympia

### Bandas originales
- 1956 : Guitare flamenco, Mon cœur, Gitane interpretadas por Dalida
- 1959 : Pantaleon interpretada por Annie Cordy, Le guerillero interpretada por Luis Mariano
- 1960 : Non, je ne regrette rien, La ville inconnue, Les mots d'amour interpretadas por Édith Piaf
- 1961 : Les Amants, La fille qui pleurait dans la rue, C'est peut-être ça, Mon vieux Lucien, La belle histoire d'amour, Mon Dieu, T'es l'homme qu'il me faut, Les flons flons du bal, Marie trottoir, Dans leur baiser, Toujours aimer, Le billard électrique, Carmen's story, Faut pas qu'il se figure, Qu'il était triste cet anglais, Polichinelle, Toi, tu l'entends pas, Ça fait drôle, On cherche un auguste, Fallait-il, Une valse interpretadas por Édith Piaf, Notre amour est en grève interpretada por Bourvil
- 1962 : Le diable de la Bastille interpretada por Édith Piaf - Je ne sais vraiment plus, Les rues de mon quartier, La rigolade interpretadas por Charles Dumont
- 1964 : La propriétaire interpretada por Juliette Gréco
- 1966 : Le mur interpretada por Barbara Streisand
- 1967 en televisión : Les Aventures de Michel Vaillant, telenovela realizado por Charles Bretoneiche
- 1968 en televisión : Gorri le diable, creada por Jacques Celhay, Rodolphe-Maurice Arlaud, y Jean Faurez
- 1971 en cine : Trafic, música de la película realizada por Jacques Tati
- 1974 en cine : Parade, música de la película realizada por Jacques Tati.

## Filmografía
- 2009 : Wapos Bay : The Series - It Came From Out There, de Dennis Jackson : le français.